# Wiktoria Zieniewicz
Wiktoria Zieniewicz (ur. 9 maja 2002 w Trzebini) – polska piłkarka, występująca na pozycji obrończyni we francuskim klubie FC Fleury 91 oraz w reprezentacji Polski.

## Statystyki

### Klubowe
Na podstawie:
(stan na 6 sierpnia 2024)
| Klub         | Sezonów | Liga                | Liga  | Liga   | Puchar krajowy | Puchar krajowy | Kontynentalne | Kontynentalne | Suma  | Suma   |
| Klub         | Sezonów | Liga                | Mecze | Bramki | Mecze          | Bramki         | Mecze         | Bramki        | Mecze | Bramki |
| ------------ | ------- | ------------------- | ----- | ------ | -------------- | -------------- | ------------- | ------------- | ----- | ------ |
| UKS SMS Łódź | 4       | Ekstraliga          | 85    | 7      | 5              | 1              | 1             | 0             | 91    | 8      |
| FC Fleury 91 | –       | Division 1 Féminine | 0     | 0      | 0              | 0              | –             | –             | 0     | 0      |
|              | Łącznie | Łącznie             | 85    | 7      | 5              | 1              | 1             | 0             | 91    | 8      |

### Reprezentacyjne
Na podstawie:
| Występy i gole w reprezentacji | Występy i gole w reprezentacji | Występy i gole w reprezentacji | Występy i gole w reprezentacji | Występy i gole w reprezentacji | Występy i gole w reprezentacji | Występy i gole w reprezentacji | Występy i gole w reprezentacji |
| Lp.                            | Data                           | Miasto                         | Przeciwnik                     | Wynik                          | Gole                           | Inne                           | Rozgrywki                      |
| ------------------------------ | ------------------------------ | ------------------------------ | ------------------------------ | ------------------------------ | ------------------------------ | ------------------------------ | ------------------------------ |
| 1.                             | 21.02.2023                     | Marbella                       | Szwajcaria                     | 1:1 (0:0)                      | 6' (sam.)                      |                                | mecz towarzyski                |
| 2.                             | 22.09.2023                     | Ateny                          | Grecja                         | 3:1 (2:1)                      |                                | 29'                            | Liga Narodów UEFA              |
| 3.                             | 26.09.2023                     | Gdynia                         | Ukraina                        | 2:1 (1:0)                      |                                |                                | Liga Narodów UEFA              |
| 4.                             | 27.10.2023                     | Tychy                          | Serbia                         | 2:1 (2:0)                      |                                | 38'                            | Liga Narodów UEFA              |
| 5.                             | 01.12.2023                     | Stalowa Wola                   | Ukraina                        | 1:0 (1:0)                      |                                |                                | Liga Narodów UEFA              |
| 6.                             | 05.12.2023                     | Sosnowiec                      | Grecja                         | 2:0 (1:0)                      |                                |                                | Liga Narodów UEFA              |
| 7.                             | 05.04.2024                     | Kópavogur                      | Islandia                       | 0:3 (0:2)                      |                                |                                | Eliminacje EURO 2025           |
| 8.                             | 09.04.2024                     | Gdynia                         | Austria                        | 1:3 (0:1)                      |                                |                                | Eliminacje EURO 2025           |
| 9.                             | 31.05.2024                     | Rostock                        | Niemcy                         | 1:4 (1:1)                      | 34' (sam.)                     |                                | Eliminacje EURO 2025           |
| 10.                            | 04.06.2024                     | Gdynia                         | Niemcy                         | 1:3 (1:0)                      |                                |                                | Eliminacje EURO 2025           |
| 11.                            | 12.07.2024                     | Altach                         | Austria                        | 1:3 (0:1)                      |                                |                                | Eliminacje EURO 2025           |
| 12.                            | 16.07.2024                     | Sosnowiec                      | Islandia                       | 0:1 (0:1)                      |                                |                                | Eliminacje EURO 2025           |

## Sukcesy
Na podstawie:

### Klubowe
- Puchar Polski 2022/23